# 스트렙실

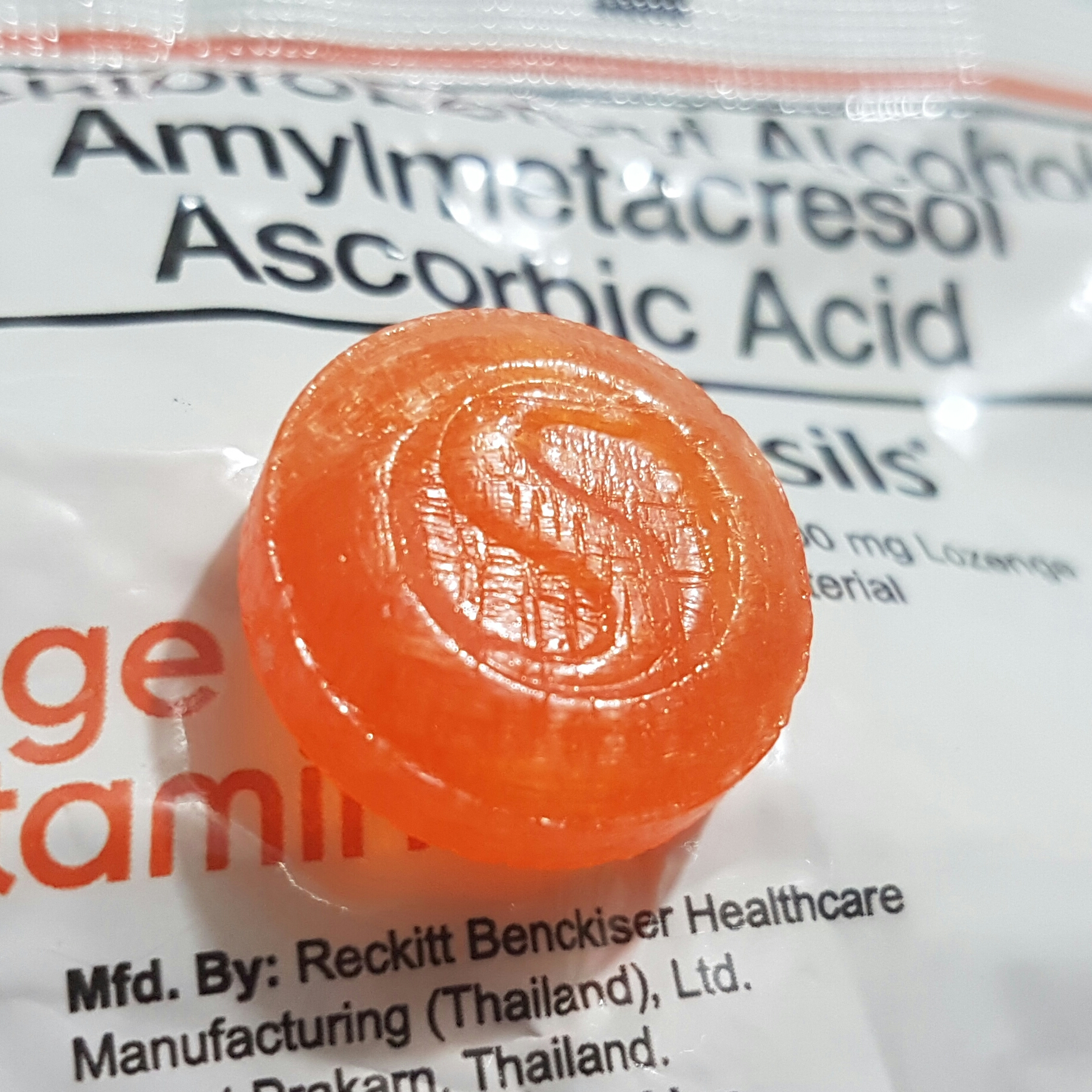

스트렙실(Strepsils)은 인후염의 치료제이다. 레킷(Reckitt)에서 제조한 목캔디 브랜드 이름이다. 스트렙실 사탕은 입과 인후 감염으로 인한 불편함을 완화하기 위해 복용된다.
스트렙실과 동일성분(플루르비프로펜)의 약으로는 경남제약의 리놀에스트로키, 동화약품의 모가프텐, 신일제약의 젠스트린 등이 있다. 맛만 다르지 공통적으로 트로키(빨아먹는 약) 제제이고 성분도 같다.